# Laura Guidiccioni
Laura Guidiccioni   (Lucca, 29 d'octubre de 1550 - Florència, p. 1597) fou una poetessa italiana.
És la filla de Caterina i Niccolò de'Benedetti, una vella nissaga noble. Va formar-se dins de la societat culta de la seva ciutat natal on estudia els poetes. Va esdevenir una poetessa d'infinitat de madrigals i balades. Es va casar amb el músic Orazio Lucchesini amb qui se'n va anar l'any 1588 a Florència junts amb sa mare després de la mort de son pare. Es conserven dos sonets anomenats La disperazione di Fileno i Satiro al qual Emilio de' Cavalieri va posar la música.
A la cort dels Medicis va implicar-se en les activitats festiues, que en aquesta època fruïa d'un experimentalisme artístic molt inens. S'hi va implicar en les conspiracions del seu marit junt amb el Cavalieri, entre d'altres, per incloure Lucca al ducat de Toscana. L'any 1597 van ser perdonats. L'any 1600 es va representar l'oratori a Santa Maria della Varicella de Roma el poema Rappresentazione di anima et di corpo (Auto de l'ànima i el cos) amb música de Cavalieri, considerat un monument de la música italiana del segle xvi. És un primer exemple d'oratòria a on els músics es col·locaran darrere de la representació escènica que està formada per una lira doble, un clavicèmbal, un guitarró i dues flautes. Aquest Auto és un drama escènic que té molta afinitat amb l'òpera que començava a sorgir a Florència de les mans de la Camerata de’ Bardi, home preocupat per acostar el drama del cant a la poesia cantada, però les parts cantades del poema de Guidiccioni no tenen melodia com una Ària de l'òpera, la representació era més estàtica.
Va morir a Florència, molt probablement l'any 1597, segons una carta d'Emilio de' Cavalieri del 29 de novembre d'aquest any.